# Стрілець Дмитро Анатолійович
Дмитро́ Анато́лійович Стріле́ць (20 березня 1979 — 13 лютого 2015) — молодший сержант Міністерства внутрішніх справ України.

## Життєвий шлях
В часі війни — молодший сержант міліції, боєць батальйону патрульної служби міліції особливого призначення «Артемівськ».
Загинув 13 лютого 2015-го в бою за Дебальцеве: підрозділ потрапив у засідку під час проведення розвідки, коли виконував завдання з вивезення поранених 40–ї бригади з села Октябрське. Тоді ж загинули Сергій Карпо та Віктор Лаговський.
4 березня 2015-го похований на центральній алеї міського кладовища Орджонікідзе.
Без батька лишилися двоє дітей.

## Нагороди та вшанування
- Указом Президента України № 270/2015 від 15 травня 2015 року — орденом «За мужність» III ступеня (посмертно)[1]